# Ковалево-Опацтво
Ковалево-Опацтво (пол. Kowalewo-Opactwo) — село в Польщі, у гміні Слупца Слупецького повіту Великопольського воєводства.
Населення — 328 осіб (2011).
У 1975-1998 роках село належало до Конінського воєводства.

## Демографія
Демографічна структура станом на 31 березня 2011 року:
|          | Загалом | Допрацездатний вік | Працездатний вік | Постпрацездатний вік |
| -------- | ------- | ------------------ | ---------------- | -------------------- |
| Чоловіки | 164     | 37                 | 113              | 14                   |
| Жінки    | 164     | 33                 | 95               | 36                   |
| Разом    | 328     | 70                 | 208              | 50                   |